# Polygala serpentaria
Polygala serpentaria är en jungfrulinsväxtart som beskrevs av Eckl och Zeyh.. Polygala serpentaria ingår i släktet jungfrulinssläktet, och familjen jungfrulinsväxter. Inga underarter finns listade i Catalogue of Life.